# Petrogale persephone
Petrogale persephone är en pungdjursart som beskrevs av Maynes 1982. Petrogale persephone ingår i släktet klippkänguruer och familjen kängurudjur. IUCN kategoriserar arten globalt som starkt hotad. Inga underarter finns listade.
Pungdjuret förekommer i nordöstra Queensland, Australien. Arten vistas i klippiga regioner som är täckta av öppna skogar och gräsmarker.